# The Digital Village
The Digital Village (TDV) est une société britannique, fondée en 1994 par l'écrivain Douglas Adams.

## Réalisations
- le jeu vidéo Starship Titanic, sorti en 1998 ;
- le site web de Douglas Adams, lancé en 1998 ;
- l'encyclopédie en ligne H2G2, ouverte en 1999 ;
- un jeu vidéo basé sur l'univers du Guide du voyageur galactique, qui ne verra pas le jour.